# Долњи Новоседли
Долњи Новоседли (чеш. Dolní Novosedly) је насељено мјесто са административним статусом сеоске општине (чеш. obec) у округу Писек, у Јужночешком крају, Чешка Република.

## Становништво
Према подацима о броју становника из 2014. године насеље је имало 213 становника.